# 建築工学
建築工学（けんちくこうがく、英語: architectural engineeringまたはarchitecture engineering）は、環境システム、構造システム、建造物の構成部分や建材の挙動と特性、およびコンストラクション・マネジメントの分析と統合設計といった、建築物の計画・設計・建設・運用に対する技術的側面と学際的アプローチを扱う工学分野。

## 解説
温室効果ガスの排出削減から弾性のある建物の建設まで、建築技術者らは21世紀の主要な諸課題に取り組む最前線にいる。彼らは最新の科学的知識と技術を建物の設計に利用する。建築工学は、急速な技術開発の結果として、比較的新しく認可された専門的職業として20世紀に出現した。建築技術者らは、 (1) 急速に進歩するコンピュータ技術と、 (2) 持続可能な地球を創造する必要性から生じるパラレル革命という、今日の世界が直面する2つの大きな歴史的状況の最前線にいる。
デザイン技術としての建築学とは異なり、建築工学とは建築物に関して実践される工学と建築の、技術および科学である。

## 建築技術者としての建築家
いくつかの国では、建築の実務には、建物の建設の計画・設計・監督が含まれており、建築サービスを提供する専門的職業として、建築は"architectural engineering"と呼ばれている。
日本では、設計者と建築技師の双方の役割を担う「一級建築士」が存在するが、一定規模以上の建築物には資格を有する「構造設計一級建築士」や「設備設計一級建築士」のサービスが求められる。
ドイツやオーストリアなどドイツ語圏、イランおよびほとんどのアラブ諸国などの国々では、建築専攻の卒業生には工学の学位が授与される (Diplom-Ingenieur) 。
スペインでの「建築家」は、工科大学の教育を受けており、建物の構造や施設プロジェクトを実施する法的権限を持っている。